# Judenpogrom in Straßburg 1349

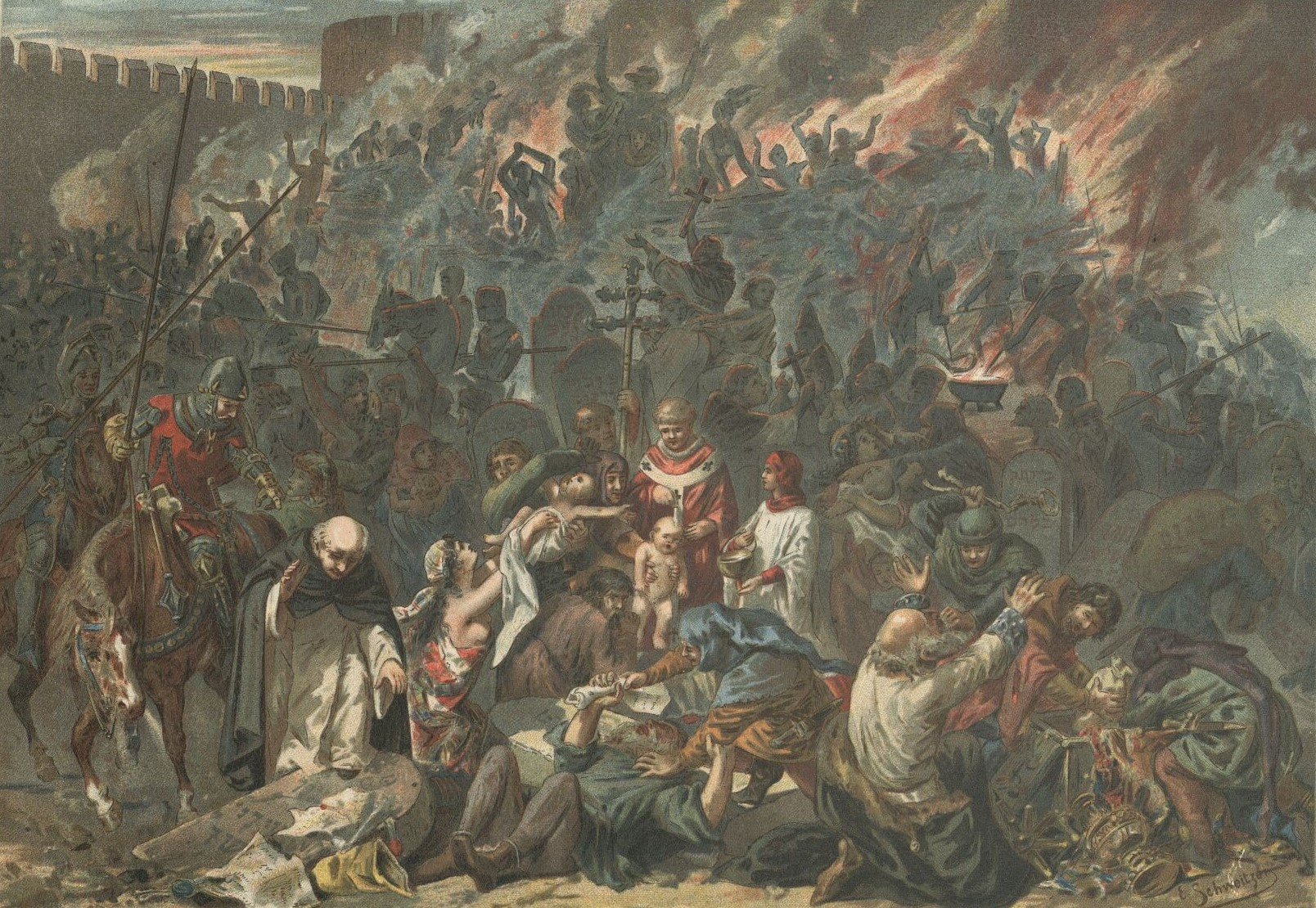
Judenpogrom in Straßburg (Émile Schweitzer, 1894)

Beim Judenpogrom in Straßburg am 14. Februar 1349 (Valentinstag) wurden in gewaltsamen Ausschreitungen 
die Juden in der Stadt Straßburg getötet. Der Chronist Fritsche Closener sprach von etwa zweitausend Opfern.
Seit dem Frühjahr 1348 kam es – beginnend in Frankreich – zu Pogromen an Juden in europäischen Städten. Über Savoyen griffen sie dann bis November desselben Jahres auf deutschsprachiges Gebiet über. Im Januar 1349 wurden in Basel und Freiburg Juden lebendig verbrannt. Am 14. Februar wurde die gesamte jüdische Gemeinde in Straßburg ermordet.
Dieses tragische Pogrom ist eng mit dem Aufstand der Zünfte verbunden, der sich fünf Tage zuvor ereignete. Nachdem 1332 eine blutige Auseinandersetzung der vorherrschenden Adelsgeschlechter der Müllenheim und der Zorn stattfand, haben andere die Macht übernommen, darunter die inzwischen einflussreichen adeligen Stettmeister (Bürgermeister) Jakob Sturm von Sturmeck und Conrad Kuntz von Winterthur. Auf den Posten des damals neu geschaffenen bürgerlichen Ammeisters (Ratssprecher) war jetzt Peter Schwaber gewählt worden, der den Juden der Stadt Schutz garantierte. Die Zünfte, denen ein großer Teil der Bevölkerung half, lehnten sich insbesondere gegen Schwaber auf und hielten seine Macht für zu groß und seine Politik zu „judenschonend“.

## Einzelheiten

### Der Judenhass in der Bevölkerung
Judenhass war in der damaligen Gesellschaft tief verwurzelt und fand vor allem in religiösen Ressentiments (Hostienschändung, Ritualmord, Christusmord, Weltverschwörung u. a.) Ausdruck.
Viele Juden hatten als Kreditgeber eine wichtige Position in der städtischen Wirtschaft, wurden dafür aber im Volk schlecht angesehen. Dabei waren die Juden wirtschaftlich durch enorme Abgaben und Steuern belastet, die ihnen vor allem für die Gewährung von Schutz abverlangt wurden. Formal gehörten die Juden zwar noch zur Kammer des Königs, die Rechte hatte dieser faktisch jedoch schon längst an die Stadt abgegeben (die Bestätigung der betreffenden städtischen Rechte durch Karl IV. erfolgte bereits 1347.) Straßburg nahm also den größten Teil der jüdischen Steuern ein, hatte dafür aber den Schutz der Juden zu übernehmen (die genauen Steuerleistungen regelten Verträge, z. B. der Trostbrief des Jahres 1338, als Reaktion auf die antijüdische Armlederbewegung im Elsass ausgestellt). Um die Forderungen der Stadt bewältigen zu können, mussten die Juden entsprechend wirtschaften und förderten damit wieder den Hass vonseiten der Bevölkerung und vor allem vonseiten der Schuldner.
Vor dem Hintergrund der drohenden Pest wurde im Volk den Juden die Schuld am Schwarzen Tod durch Brunnenvergiftung vorgeworfen und offen ihre Verbrennung gefordert.

### Die Judenschutzpolitik der Regierung
Im Gegensatz zum Großteil der Bevölkerung hielten der Rat und die Meister an der Politik des Judenschutzes fest und versuchten, das Volk zu beruhigen und einen unkontrollierten Pogrom zu verhindern.

#### Taktische Maßnahmen
Der Rat versuchte zunächst, das Gerücht von der Brunnenvergiftung zu entkräften, indem er ein Gerichtsverfahren gegen einige Juden anstrengte und sie foltern ließ. Obwohl wie erwartet kein Geständnis der Angeklagten erfolgte, ließ man sie aufs Rad flechten. Des Weiteren sperrte man das jüdische Wohnviertel und ließ es von bewaffneten Wachen schützen. Die Meister wollten den Rechtsweg gegenüber den Juden einhalten, was in einer Situation, in der sie selbst angefeindet wurden, sicher auch der Selbsterhaltung und Machtsicherung diente. Ein Pogrom konnte sich leicht zu einem unkontrollierbaren Volksaufstand ausweiten, wie es ein Jahrzehnt vorher die Armlederbewegung schon gelehrt hatte. Dass die Gefahr eines Aufruhrs nun für akut gehalten wurde, beweist ein Brief des Kölner Stadtrats vom 12. Januar 1349 an die Straßburger Führung, der warnt, dass in anderen Städten solche Zusammenrottungen des einfachen Volkes schon zu vielerlei Übel und Verwüstung geführt hätten. Darüber hinaus konnten die Unruhen den Gegnern die Möglichkeit geben, die Macht zu ergreifen. Die Bürger selbst waren ja auf ähnliche Weise an die politische Führungsposition des Ammeisters gekommen, als sie den offen ausgebrochenen Streit zwischen den Adelsfamilien der Zorn und Müllenheim ausgenutzt hatten.

#### Die Schutzpflicht gegenüber den Juden
Als faktischer Judenherr hatte die Stadt die Pflicht, ihre Juden zu schützen, zumal diese dafür beträchtliche Summen als Gegenleistung erbrachten. Darauf wies auch Peter Swarber hin: Die Stadt habe sich bezahlen lassen und dafür eine befristete Sicherheitsgarantie – mit Brief und Siegel – gegeben. Das solle die Stadt den Juden gegenüber auch einhalten. So konnte und wollte er einer Ermordung der Juden nicht zustimmen, worin ihn die Angst vor negativen Auswirkungen auf die wirtschaftliche Entwicklung der Stadt sicherlich noch bestärkte. Eine Schwächung der Stadt bedeutete auch eine Schwächung des bürgerlichen Patriziats, das für die Betreibung des Fernhandels auf geregelte politische Verhältnisse und eine gesunde städtische Wirtschaft angewiesen war. Gerade den Juden fiel dabei eine wichtige Rolle zu: Bei größeren Investitionen war man von ihren Krediten abhängig, sie sorgten durch ihre überregionale Tätigkeit als Bankiers für eine positive Handelsbilanz Straßburgs und füllten überdies mit ihren Steuerleistungen die Stadtkasse. Es gab also genügend Gründe, am Judenschutz festzuhalten.

### Der Umsturz
Die Motivation der Stettmeister blieb den übrigen Straßburgern wohl verborgen, ihnen schien im Gegenteil eine andere Ursache viel wahrscheinlicher: Man munkelte, die Meister hätten sich von den Juden bestechen lassen, dass sie sie so vehement gegen den Willen der Allgemeinheit schützten. Deshalb galt es nun zunächst die Meister zu entmachten, um dann den Volkswillen durchsetzen zu können.

#### Der Aufruhr der Handwerker
Durch die Schilderungen der Chronisten ergibt sich ein detailliertes Bild von den Vorgängen um die Absetzung der Meister. Am Montag, dem 9. Februar, kamen die Handwerker vor dem Münster zusammen und eröffneten den Stettmeistern vor versammelter Menge, dass sie sie nicht mehr in ihrem Amt lassen wollten, weil sie zu viel Macht hätten. Diese Aktion war allem Anschein nach unter den Zünften abgesprochen, denn sie trugen ihre Zunftbanner mit sich und traten zünftisch geordnet auf. Die Meister versuchten ihrerseits, die Handwerker zur Auflösung der Versammlung zu bewegen, allerdings ohne nachhaltigen Erfolg, sie machten aber auch keine Anstalten, der Forderung der Aufrührer nachzukommen. Die Handwerker entschlossen sich nach einer eingehenden Beratung, an der neben Vertretern der Zünfte auch die Vornehmsten der Ritter, der Dienstleute und der Bürger teilnahmen, zu einem neuen Anlauf. Jetzt wurde den Meistern endgültig klar, dass niemand mehr hinter ihnen stand, so dass sie ihre Ämter aufgaben. Neuer Ammeister wurde „Betscholt der metziger“. Damit hatten die Zünfte ihre Ziele erreicht: Das letzte Hindernis auf dem Weg zu der von ihnen geforderten Judenvernichtung war beseitigt und eine größere Mitwirkungsmöglichkeit in der Stadtpolitik war verwirklicht.

#### Die Hintermänner des Umsturzes
Die 1332 von der Macht verdrängten Adelsfamilien der Zorn und der Müllenheim versuchten ihre alte Stellung zurückzugewinnen, doch dazu mussten sie mit den Zünften koalieren. Sie bewaffneten sich gleichzeitig mit den Handwerkern, als diese vor das Münster gingen, sie waren an den Beratungen während des Aufstandes beteiligt und Adelige waren es auch, die die Forderungen im Namen der Handwerker an die Stettmeister stellten. Die Adligen kooperierten aber nicht nur mit den Zünften, sondern auch mit dem Straßburger Bischof. Dies beweist das Treffen, das einen Tag vor dem Umsturz stattgefunden hatte und bei dem es um die „Judenangelegenheit“ gegangen war. Es hatte bei diesem Treffen nur darum gehen können, auf welche Weise man sich der Juden entledigte, denn dass man sich ihrer entledigte, war schon knapp einen Monat vorher beschlossen worden. Damals waren der Straßburger Bischof, Vertreter der drei Städte Straßburg, Freiburg und Basel und elsässische Herrschaftsträger in Benfeld zusammengekommen, um das Verhalten gegenüber den Juden abzusprechen (die Teilnehmer hatten sich 1345 in einem Landfriedensbündnis zusammengeschlossen, gerichtet gegen jede Art von Aufruhr). Um dieses Engagement des Bischofs und des elsässischen Landadels wusste auch Peter Swarber, weshalb er warnt: Wenn der Bischof und der höhere Adel sich ihnen gegenüber in der „Judenangelegenheit“ durchsetzten, so würden sie nicht ruhen, bis ihnen dies auch in allen anderen Fällen gelänge. Doch konnte er damit niemand von der judenfeindlichen Einstellung abbringen.

#### Das Resultat des Umsturzes
Durch den Umsturz bekamen die beiden Adelsgeschlechter der Zorn und der Müllenheim (seit 1333 war sie nicht mehr im Magistrat vertreten) ihre Macht zurück. Die alten Meister wurden bestraft (die Stadtmeister durften 10 Jahre nicht in den Rat gewählt werden, der vielen verhasste Peter Swarber wurde verbannt, sein Vermögen eingezogen). Die Zünfte durften im Gegenzug einen neuen Rat ernennen, der neben Rittern auch städtische Angestellte und Handwerker enthielt. Der alte Rat wurde aufgelöst und in den folgenden drei Tagen neu konstituiert; einen Tag später begann der Pogrom.

### Der Pogrom

#### Verlauf
„An dem fritage ving man die Juden, an dem samestage brante man die Juden, der worent wol uffe zwei tusend alse man ahtete.“ Die neuen Machthaber scherten sich weder um den Schutzvertrag mit den Juden noch um die finanziellen Verluste, die der Stadt durch den Pogrom entstanden. Den beiden abgesetzten Stadtmeistern fiel die Aufgabe zu, die Juden unter dem Vorwand, sie aus Straßburg weisen zu wollen, zum Ort ihrer Ermordung zu führen. Dort war ein hölzernes Haus aufgebaut worden, in welchem die Juden lebendig verbrannt wurden. Der Verbrennung – sie soll sechs Tage gedauert haben – entgingen offenbar „Taufwillige, Kinder und schöne Frauen“.

#### Ergebnis
„Waz man den Juden schuldig waz, daz wart alles wette, und wurdent alle pfant und briefe die sie hettent uber schulde wider geben.“ Nachdem man sich der Juden entledigt hatte, teilten die Mörder deren Habe unter sich auf, was ein weiteres Motiv für den Mord nahelegt: „wan werent sü arm gewesen und werent in die landesherren nüt schuldig gewesen, so werent sü nüt gebrant worden.“ Die Schuldner sahen im Judenmord eine Möglichkeit, sich selbst zu „sanieren“, und nützten diese konsequent. Viele derjenigen, die den Umsturz gefördert hatten, hatten bei den Juden Schuldbriefe liegen, womit sich der Zusammenhang zwischen der Ablösung der Meister und dem Pogrom offenbart. Neben Straßburger Adeligen und Bürgern war auch der Bischof Berthold von Buchegg bei den Juden verschuldet (seine verbliebenen Rechte an den Straßburger Juden waren verglichen mit seinen Schulden wohl bedeutungslos), ebenso einige Landadlige und sogar bedeutende Landesfürsten wie der Markgraf von Baden und die Grafen von Württemberg. Das Bargut der Juden wurde nach dem Willen des Rats an die Handwerker verteilt, wohl als eine Art „Belohnung“ für die Unterstützung bei der Absetzung der Meister. Dies war ihnen wahrscheinlich schon vorher versprochen worden, wobei sie die Aussicht auf einen Anteil am Reichtum der Juden – der wohl auch überschätzt wurde – noch mehr zum Judenmord angespornt haben dürfte.

#### Sicherung des Judenerbes
Nachdem nun innerhalb der Bürgerschaft die Verteilung der Beute geregelt war, musste man dafür sorgen, dass es von niemandem streitig gemacht wurde. Denn König Karl IV. begann mit dem Straßburger Judenerbe Politik zu treiben, indem er großzügig Judenschuldtilgungen gewährte. Womöglich wollten auch die wenigen noch lebenden Straßburger Juden ihre Rechte am Erbe wahrnehmen. So entschloss man sich zu Gegenmaßnahmen: Man schloss am 5. Juni 1349 ein Bündnis mit dem Bischof und den elsässischen Landadeligen: Straßburg bot die Hilfe im Kriegsfall und garantierte die Rückgabe aller Pfand- und Schuldbriefe, dafür erhielt es die Zusicherung, dass Bischof und Adelige Straßburg gegen jeden unterstützten, der es für den Judenmord und die Einziehung des Judengutes zur Rechenschaft ziehen wollte. Darüber hinaus forderte der Straßburger Rat seine Bündnispartner auf, selbst gegen die Juden vorzugehen. Die Städte und Herren, die dem nicht nachkamen, versuchte der Rat sogar mittels Landfriedens dazu zu zwingen. Mit diesen Maßnahmen gelang es ihm dann auch, das Judenerbe vollständig unter Straßburger Verfügung zu halten. In einer Urkunde vom 12. Juli 1349 gibt auch Karl IV. seine Ansprüche auf.

## Die reichspolitische Dimension des Pogroms
Straßburg war im Spätmittelalter die bedeutendste Stadt am Oberrhein. Seit sie 1262 die bischöfliche Oberherrschaft abgestreift hatte, war die Stadt selbständig und faktisch reichsunmittelbar. So schlugen sich die Thronstreitigkeiten zwischen der luxemburgischen Partei (mit Karl IV.) und der wittelsbachischen Partei (mit Ludwig dem Bayern (bis 1347) und Günther von Schwarzburg) auch auf stadtpolitischer Ebene nieder, indem von beiden Seiten versucht wurde, Parteiungen zu bilden. Die bürgerlich-patrizische Führung war bis zum Tod Ludwigs auf Seiten der Wittelsbacher, danach schwenkten sie zu Karl IV. um, der Stadtadel unterstützte im Gegensatz dazu nun Günther von Schwarzburg.
Die Gegensätze beider Gruppierungen spiegeln sich auch im Thronstreit wider. Durch den Thronstreit wurde auch das Judenregal zu einem politisch missbrauchten Machtinstrument. Die Streitigkeiten verursachten hohe Kosten, die man durch Verpfändung der königlichen Judenrechte auszugleichen suchte. In Straßburg entstand so die interessante Situation, dass das dem Königtum dort verbliebene Recht an den Juden von den Rivalen an verschiedene Adressaten vergeben wurde (Karl IV. verpfändete es am 12. Dezember 1347 an den Grafen v. Öttingen und Günther am 2. Januar 1349 an den Grafen v. Katzenelnbogen). Dadurch entstanden rechtliche Unsicherheiten, da nicht klar war, wer für den Judenschutz zu sorgen hatte.
Obwohl Karl IV. seine ursprünglichen Nutzungsrechte an den Straßburger Juden verloren hatte, stellt sich die Frage, weshalb er nichts zu deren Schutz unternahm und seinen Parteigänger Peter Swarber nicht stützte. Dabei waren seine Möglichkeiten allerdings begrenzt, und ob sie die gewünschten Folgen gezeitigt hätten, ist mehr als fraglich. Dennoch: Er hätte den Initiatoren des Pogroms zumindest drohen können, indem er sie von einer Amnestiegewährung ausgeschlossen hätte (Amnestie konnte nur der König gewähren). Vielleicht lag ihm aber auch gar nichts am Schutz der Straßburger Judengemeinde, da sich ihm die Chance bot, durch den Judenmord wieder an den verlorengegangen Rechten zu verdienen. Immerhin erhob er sofort nach dem Pogrom Forderungen an den Straßburger Rat, mit der Begründung, der rechtmäßige Judenherr und damit auch Erbe der Judengüter zu sein. Doch widersprechen dem seine allgemeinen Äußerungen über die Juden und die Tatsache, dass ihm seiner Ansicht nach die Judenmorde großen Schaden zugefügt hätten.

## Zusammenfassung
Der Straßburger Judenmord stellt sich als geplante Aktion dar, die auf dem Judenhass breiter Bevölkerungsschichten aufbaute und als Hauptziel die Schuldenbefreiung hatte. Erleichtert wurde der Pogrom durch die gesellschaftliche Stellung der Juden im Mittelalter als Menschen minderen Rechts und Störfaktor der religiösen Homogenität.
„Wellen der Irrationalität“, die im Zusammenhang mit der Pest auftraten, trugen zur Gewaltbereitschaft im Volk bei. Die Adeligen scheinen dies erkannt zu haben und lenkten diese Aggressionen auch auf die Zunftmeister, indem sie dem Volk suggerierten, dass die Lösung der Judenfrage nur durch die Absetzung der Meister erreicht werden könne. Deren Gegner waren nicht nur Adelige und Handwerker, auch das Bürgertum beteiligte sich am Aufstand. Hierfür lassen sich vor allem zwei Gründe anführen. Der erste lag in der Beschaffenheit der Meisterämter: Die Meister wurden auf Lebenszeit gewählt und insbesondere der Ammanmeister besaß eine große Machtfülle. Zudem kamen ausgeprägte Antipathien gegenüber dem damaligen Inhaber des Amtes, Peter Swarber. Zusammen war dies für viele wohl eine untragbare Situation. Der zweite Grund bestand darin, dass die Schuldnerschaft bei den Juden nicht nur beim Adel existierte, es gab wohl auch einige verschuldete Bürger.
In Straßburg bestand wie anderswo nach dem Pogrom die Tendenz, das Morden auf eine legale Stufe zu stellen, indem man behauptete, die Juden seien rechtmäßig verurteilt. Man versuchte auch die Federführung der Oberschichten zu vertuschen, dadurch, dass dem „vulgus“, also dem niederen Volk, der Judenpogrom in die Schuhe geschoben wurde (Ansätze dazu sind bei Matthias von Neuenburg erkennbar, der häufig den Ausdruck „vulgus“ benutzt). Haverkamp stellt hierzu fest: „Für die nicht im Rat vertretene Stadtbevölkerung unter Einschluss der ‚Stadtarmut‘ lässt sich eine allgemein verbreitete Agitation gegen die Juden aus den Quellen nicht belegen. In jedem Falle aber waren diese ‚Volksmassen‘ an dem Entscheidungsprozess über die Juden ebenso wenig beteiligt wie sie bei der Ratsveränderung eine wesentliche Rolle gespielt haben.“